# Bogomolsko, Tărgoviște
Bogomolsko (în bulgară Богомолско) este un sat în comuna Antonovo, regiunea Tărgoviște,  Bulgaria. 

## Demografie
Componența etnică a satului Bogomolsko
     Turci (22,72%)
     Nicio identificare (77,27%)
     Altele (0%)
La recensământul din 2011, populația satului Bogomolsko era de 22 locuitori. Nu există o etnie majoritară, locuitorii fiind  și turci (22,72%). Pentru 77,27% din locuitori nu este cunoscută apartenența etnică.